# Uschi Brüning
Uschi Brüning (Leipzig, 4 mars 1947) est une chanteuse et autrice-compositrice de jazz et de soul allemande. 